# Lessebo község
Lessebo község (svédül: Lessebo kommun) Svédország 290 községének egyike.  Kronoberg megyében található, székhelye Lessebo.
A mai község 1971-ben jött létre.

## Települések
A község települései:
| Település  | Népesség | Megjegyzés         |
| ---------- | -------- | ------------------ |
| Hovmantorp | 3001     |                    |
| Kosta      | 941      |                    |
| Lessebo    | 2623     | a község székhelye |
| Skruv      | 516      |                    |

### Külső hivatkozások
- Hivatalos honlap (svéd, angol, német)